# District de Beluran
Le district de Beluran (malais : Daerah Beluran) est un district administratif de l'État malaisien de Sabah, qui fait partie de la Division de Sandakan. La capitale du district est dans la ville de Beluran.

### Liens connexes
- Districts de Malaisie